# Many Rivers to Cross
Singles de Jimmy Cliff
Waterfall
(1969) Wonderful World, Beautiful People
(1969)
Pistes de Jimmy Cliff
Time Will Tell Vietnam
Many Rivers to Cross est une chanson de 1969 écrite, composée et interprétée par Jimmy Cliff. Elle est extraite de l'album Jimmy Cliff sorti en 1969.
En 1972, elle est incluse dans la bande originale du film The Harder They Come réalisé par Perry Henzell et dans lequel Jimmy Cliff tient le rôle principal.
De nombreux artistes l'ont interprétée, comme John Lennon en duo avec Harry Nilsson, Linda Ronstadt dans son album Prisoner in Disguise enregistré en 1975, Joe Cocker dans son album Sheffield Steel enregistré en 1982, UB40 en 1983 sur l'album Labour of Love. Julie Pietri l'interprète en français sous le titre Trop d'années à vivre sur son album Le Premier Jour sorti en 1987.

## Distinctions
La version originale de Jimmy Cliff reçoit un Grammy Hall of Fame Award en 2011.
Selon le magazine Rolling Stone, elle fait partie des « 500 plus grandes chansons de tous les temps » (classée 317e en 2004, puis 325e en 2010).
Elle est également sélectionnée par le Rock and Roll Hall of Fame, en 1995, comme l'une des « 500 chansons qui ont façonné le rock 'n' roll ».

## Utilisation dans d'autres œuvres
- 1972 : Tout, tout de suite de Perry Henzell
- 1982 : spot publicitaire télévisé diffusé en France pour le parfum Fleur à fleur de la marque Eau Jeune. Le 45 tours est réédité pour l'occasion[6]. Cette réédition s'écoulera à 150 000 exemplaires en France[7].
- 1996 : Au revoir à jamais
- 2011 : Les Neiges du Kilimandjaro de Robert Guédiguian
- 2011 : Case départ de Lionel Steketee, Fabrice Éboué et Thomas Ngijol
- 2019 : Holy Lands, d'Amanda Sthers

## Classements hebdomadaires
| Classement (1993) | Meilleure place |
| ----------------- | --------------- |
| France (SNEP)     | 37              |